# Zale intenta
Zale intenta är en fjärilsart som beskrevs av Walker 1857. Zale intenta ingår i släktet Zale och familjen nattflyn. Inga underarter finns listade i Catalogue of Life.

## Bildgalleri

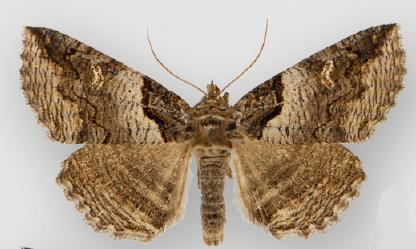
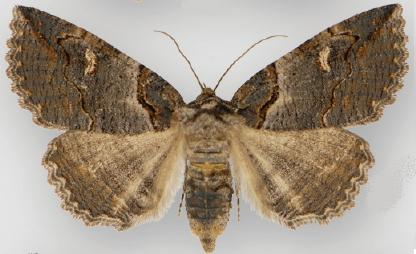
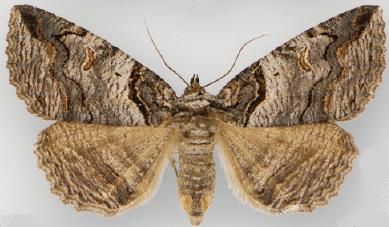
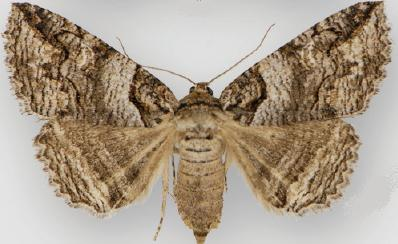